# Licaphrium
Licaphrium és un gènere extint de mamífers litopterns de la família dels proterotèrids que visqueren a Sud-amèrica durant el Miocè inferior, fa entre 16,3 i 17,5 milions d'anys. Se n'han trobat restes fòssils a la província argentina de Santa Cruz. Eren animals herbívors i veloços amb un aspecte que hauria pogut recordar els cavalls. Es calcula que devien pesar entre 18 i 24 kg. Possiblement eren caçats per depredadors com Acrocyon. El nom genèric Licaphrium significa ‘penya-segat aspre’.